# John Law
John Law (Edimburgo, 21 aprile 1671 – Venezia, 21 marzo 1729) è stato un economista e finanziere scozzese integratosi in Francia.
La sua teoria monetaria, critica verso la moneta metallica e a favore della moneta cartacea, è stata a lungo trascurata, a causa del noto fallimento del “Sistema di Law” o “Sistema del Mississippi” da lui costruito. John Law si iscrive nella serie di autori quali Richard Cantillon, David Hume e François Quesnay che nella prima parte del XVIII secolo hanno dato il loro importante contributo all'analisi economica

## Biografia

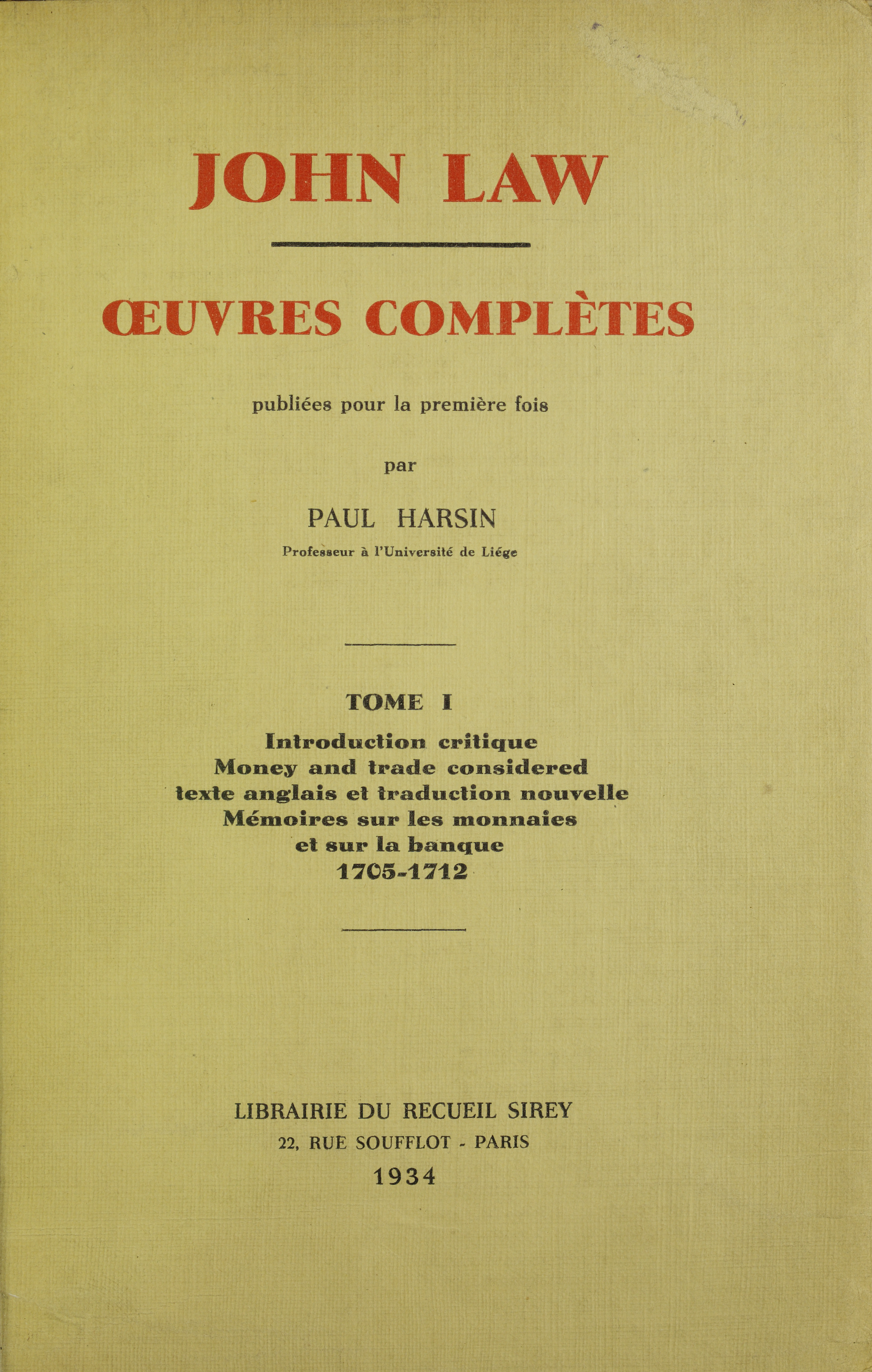
Money and trade considered, with a proposal for supplying the Nation with money, 1934

- 1671 John Law (o John Law de Lauriston), nasce a Edimburgo da un padre orafo che all'epoca esercita, come tutti gli orafi britannici del tempo, attività bancarie rudimentali, in particolare consegnando certificati in cambio del deposito di denaro.
- 1688 – Dopo la morte del padre si trasferisce a Londra, dove perde ingenti somme di denaro al gioco d'azzardo.
- 1694 – Il 9 aprile, a seguito di contrasti personali, uccide in duello Edward Wilson, uno dei più enigmatici, brillanti e discussi damerini di Londra. Law viene condotto nel carcere di Newgate. Inizialmente condannato a morte, la condanna viene sospesa. Con l'aiuto di buoni avvocati, il reato viene derubricato ad omicidio colposo, fatto che gli permise di uscire dal carcere su cauzione.[1] Secondo altre fonti, Law fugge dal carcere grazie ad appoggi esterni di diverso tipo.[senza fonte]

Segue un periodo di frequenti spostamenti in Europa, occupato nel gioco d'azzardo, attività nella quale eccelleva grazie alle straordinarie capacità di calcolare mentalmente le probabilità. Viene accompagnato da Katherine Seigneur, nata Knowles, che aveva lasciato il marito per seguire Law, diventandone la compagna.
- 1705 - Lo studio dei sistemi finanziari e bancari di differenti Stati europei a lui contemporanei (fra cui il Banco Giro di Venezia e il Banco di San Giorgio di Genova[2]) lo porta a pubblicare le Considerazioni sulla moneta e il commercio.
- 1716 - Sotto la Reggenza del Duca Filippo di Orléans, e dopo vari tentativi di creare una banca che emettesse carta moneta, fonda la Banque Générale, una banca commerciale privata che fornisce servizi bancari ottenendo anche il diritto di emettere biglietti bancari.
- 1717 - Istituisce la Compagnia d'Occidente (o Compagnia del Mississippi).
- 1718 - La Banque Générale diventa Banque Royale, ottenendo la garanzia dello Stato.
- 1719 – La Compagnia d'Occidente assorbe altre compagnie coloniali francesi diventando la Compagnia delle Indie, sulle cui azioni s'instaura un meccanismo di speculazione, alimentato dalle nuove emissioni di titoli e da anticipazioni d'importanti guadagni in Louisiana. In pochi mesi il valore delle azioni, che vengono scambiate in rue Quincampoix, passa da 500 lire a 15.000 lire l'una.
- 1720
  - 5 gennaio - Law viene nominato Controllore generale delle finanze, de facto primo ministro. La Banque Royale e la Compagnia delle Indie vengono unificate.
  - 21 maggio - viene emesso il decreto che provocherà di fatto la bancarotta del Sistema di Law
  - 14 dicembre - Law lascia Parigi con il figlio John e raggiunge la tenuta di campagna di Guermantes.
  - 17 dicembre - Law abbandona la Francia diretto a Bruxelles.
- 1721
  - 21 gennaio - Raggiunge, sempre con il figlio, Venezia, dove riprenderà il gioco d'azzardo per far fronte alle sue necessità finanziarie.
  - Torna a Londra per un breve periodo.
- 1728
  - 29 agosto - Law riceve a Venezia la visita di Montesquieu, che aveva ironizzato sul Sistema di Law nelle Lettere persiane (n. 142).
- 1729 - Muore a Venezia e viene sepolto nella Chiesa di San Geminiano in Piazza San Marco. Quasi 80 anni dopo la chiesa viene demolita, mentre i resti di John Law sono traslati nella vicina Chiesa di San Moisè dove tuttora si trovano.

## Pensiero economico
Fra gli estimatori di Law troviamo Joseph A. Schumpeter, voce però per lo più isolata. Il pensiero economico di Law è stato a lungo trascurato o taciuto anche da eminenti economisti (John Maynard Keynes incluso), condannato all'oblìo per oltre due secoli dal fallimento del sistema finanziario da lui costruito in Francia. Tuttavia, come ci ricorda Schumpeter, il pensiero economico di Law va considerato in quanto tale e non giudicato attraverso il fallimento del sistema da lui realizzato.
Il pensiero economico di Law è principalmente incentrato sulla moneta e può essere riassunto nelle seguenti quattro elementi.

### Moneta manovrata
Con questo termine, utilizzato da Joseph A. Schumpeter, si riassume l'idea di Law, secondo la quale la modifica dell'offerta di moneta influisce sulla crescita economica, l'impiego e il livello dei prezzi. Per Law, la moneta non è neutra. (A) In un'economia di baratto gli scambi, effettuati senza moneta, sono inefficaci. L'introduzione di uno strumento monetario (passaggio da un'economia di baratto a un'economia monetaria) facilita gli scambi e favorisce la crescita economica. (B) Data un'economia monetaria, l'aumento quantitativo della moneta a disposizione (offerta di moneta) è suscettibile d'incrementare l'attività e la crescita economica, in quanto esiste una domanda di moneta latente che viene così soddisfatta. Una quantità eccessiva di moneta è però ugualmente dannosa di una carenza di moneta in quanto, se quest'ultima è causa di sottoimpiego delle risorse, una quantità eccessiva di moneta provoca l'inflazione. S'intravede così l'idea di una politica monetaria che assicura il pieno impiego non inflazionistico delle risorse. Law è il primo autore ad utilizzare l'espressione "domanda di moneta", che sarà alla base della teoria quantitativa della moneta del XIX secolo.

### Critica alla moneta metallica
Law si scosta dagli autori metallisti che sostengono l'idea di moneta-bene (moneta-oro o moneta-argento), ammettendo la possibilità di una moneta cartacea. Law critica la moneta metallica, in quanto il valore dell'oro (e analogamente dell'argento) varia e variando modifica il valore della moneta. Tuttavia, gli attori economici detengono la moneta non per il valore del metallo con il quale essa è costituita, ma per la possibilità che la moneta fornisce di acquisire beni reali. La modifica del valore della moneta provocata dal mutamento del valore del metallo che la costituisce intralcia inutilmente il sistema monetario e gli scambi.
Inoltre, la quantità di oro di o argento fisicamente disponibile determina la quantità di moneta che può essere messa in circolazione. Questa quantità può però essere inferiore alle esigenze del sistema economico, frenando di conseguenza quella crescita economica che un aumento dell'offerta di moneta indurrebbe.

### Moneta cartacea
Per combattere la scarsità di moneta e per evitare l'instabilità del valore della moneta, caratteristiche di un sistema monetario basato sulla moneta metallica, Law propone l'introduzione della moneta cartacea. Il passaggio da una moneta metallica, che ha un valore intrinseco dato dal valore del metallo, ad una moneta cartacea non comporta però l'introduzione di una moneta senza alcun valore. Law sostiene infatti che la moneta cartacea debba avere una controparte adeguata: la terra o altre attività produttive. L'idea di una moneta che prende la forma di biglietti bancari e sganciata da un metallo prezioso è molto moderna. Ai nostri giorni, l'oro e l'argento hanno completamente perso la funzione monetaria, essendo la nostra moneta non solo ridotta ad un supporto cartaceo come la moneta di Law, ma addirittura completamente dematerializzata (moneta elettronica). Ugualmente moderna e corretta è l'idea che la moneta, seppur sotto forma cartacea, debba rappresentare ed avere un valore. John Maynard Keynes mostrerà più tardi trattarsi della produzione economica.

### La cartamoneta di Law. L'esperienza francese e quella italiana
Nel 1711, John Law aveva sottoposto all’attenzione del duca Vittorio Amedeo II l'idea di emettere cartamoneta, ma la proposta fu bocciata dai consiglieri di corte. Dunque i carteggi, inclusi i disegni, furono accantonati.
John Law, determinato a non arrendersi, portò in Francia la sua idea, che stavolta venne accolta favorevolmente da Filippo II d'Orléans. Quando questi fu nominato reggente di Luigi XV nel 1715, colse l’opportunità per cercare di risanare le finanze statali, ormai incapaci di far fronte ai debiti. A Law fu concesso di agire tramite la Banque Générale, utilizzando risorse proprie. In breve tempo, riuscì a raggiungere il suo obiettivo: la banca generava ottimi profitti e la popolazione apprezzava il nuovo mezzo di pagamento. Nel 1718, l'istituto cambiò nome in Banque Royale e Filippo II assunse la carica di Governatore, mentre a Law venne affidata la direzione generale. Tuttavia, il reggente pensò di poter spendere liberamente tutta la nuova ricchezza in base ai propri bisogni, dilapidando gran parte del patrimonio. Convinto che le sue spese potessero essere facilmente equilibrate con l’emissione di nuova cartamoneta, non si rese conto che questa decisione avrebbe causato una grave inflazione, generando sfiducia tra la popolazione e indignazione tra gli investitori. Per evitare una rivolta, la monarchia cercò di rimediare, trovando in John Law il capro espiatorio ideale. Attraverso la stampa, a lui vennero ingiustamente attribuite le cause del fallimento. Tuttavia, quell'esperienza rivelò agli economisti del tempo la potenza del nuovo strumento della cartamoneta.
A Torino nel 1745 si rispolverò la proposta del 1711 per reperire fondi necessari a sovvenzionare la guerra contro Francia e Spagna  (che si concluse nel 1748 con i trattati di Aquisgrana).
La serie del 1 gennaio 1746, autorizzata con Regio Editto del 26 settembre 1745 da Carlo Emanuele III di Savoia, rappresenta il primo esempio di cartamoneta in Italia. Venne emessa nei tagli da 100, 200, 500, 1000 e 3000 lire, tutti molto elevati per l’epoca. L'unico "disegno originale" conosciuto del taglio da mille lire è stato donato dal numismatico Gerardo Vendemia al Museo della Banconota della Banca d'Italia nel febbraio 2025 e collocato nella prima teca del percorso museale. Il disegno era necessario per realizzare i cliché per la stampa e riporta le firme dei due "mastri auditori" Bocca e Rambaudi, i quali firmarono anche gli esemplari destinati alla circolazione.
La serie del 1746, particolarmente apprezzata dalla popolazione venne estesa ai tagli inferiori, fino a quello da 10 lire, che consentivano un utilizzo più agevole nelle transazioni commerciali. Dopo qualche anno dalla prima emissione, si perse l'interesse annuo, avvicinando la cartamoneta al più moderno concetto di banconota.

### Meccanismo di trasmissione monetario in economia aperta
In un'economia aperta, il meccanismo di trasmissione dall'offerta di moneta ai prezzi è particolare, in quanto questi ultimi sono determinati sul mercato internazionale e non sul mercato interno. La riduzione dell'offerta di moneta non si accompagna quindi di una contrazione dei prezzi e non provoca quell'effetto degli incassi reali, che attraverso l'aumento del potere d'acquisto, dovrebbe sostenere la crescita economica. L'analisi di Law non prende in considerazione la distorsione, segnalata più tardi da Richard Cantillon, dei prezzi relativi interni fra beni scambiati e non scambiati.
Elementi di questa teoria si ritrovano presso i monetaristi: il concetto di domanda di moneta, le implicazioni inflazionistiche internazionali date da un'offerta monetaria globale eccessiva, la legge del prezzo unico in un piccolo Stato economicamente aperto verso l'esterno. Un altro elemento si troverà presso i pre-keynesiani: un'offerta inadeguata e un tasso d'interesse elevato quale causa della disoccupazione e del sotto-impiego delle risorse.

## Opere
- Essay on a Land Bank (1702).
- Money and Trade considered, with a Proposal for supplying the Nation with Money (1705; seconda edizione, 1720), traduzione in italiano: Considerazioni sulla moneta e sul commercio con una proposta per fornire la nazione di moneta.
- Mémoire pour prouver qu'une nouvelle espèce de monnaie peut être meilleure que l'or et l'argent (1707).

### Edizioni
Le opere complete di John Law sono state pubblicate a cura di Paul Harsin (1934). Questa edizione contiene però anche opere di altri autori o la cui attribuzione a Law è incerta.
- (FR) John Law, Mémoires sur les banques et sur le commerce, Paris, Librairie Du Recueil Sirey ; Librairie du Recueil Sirey, 1934. URL consultato il 23 giugno 2015.

- (FR) John Law, Money and trade considered, with a proposal for supplying the Nation with money, Paris, Librairie Du Recueil Sirey, 1934. URL consultato il 23 giugno 2015.

- (FR) John Law, Système 1716-1720, Paris, Librairie Du Recueil Sirey ; Librairie du Recueil Sirey, 1934. URL consultato il 23 giugno 2015.

## Hanno scritto di lui
- «Negli ultimi vent'anni il commercio è stato compreso in Francia meglio di quanto non lo fosse mai stato in passato, dal regno di Pharamond a quello di Luigi XIV. Prima di questo periodo, era un'arte segreta, una specie di alchimia in mano a tre o quattro persone che facevano davvero l'oro, ma non comunicavano a nessuno il segreto grazie al quale si erano arricchiti (…) Era destino che uno scozzese di nome John Law dovesse venire in Francia e sconvolgere l'intera economia del nostro governo per ammaestrarci.» (Voltaire, Sul commercio, citato da J. Gleeson.
- «Egli elaborò la logica economica dei suoi progetti con una lucentezza e, diciamo pure, con una profondità, che lo pone fra i più eminenti teorici monetari di tutti i tempi.» (Joseph A. Schumpeter, Storia dell'analisi economica, 1959.
- «(...) forse il più innovativo mascalzone in campo finanziario di tutti i tempi (...)» (John Kenneth Galbraith, Storia dell'economia, 1987.